# 에이수스 미모 패드 HD 7

에이수스 미모 패드 HD 7(ASUS MeMO Pad HD 7)은 타이완의 기업 에이수스가 제조한 저가형 안드로이드 태블릿이다. 이 태블릿은 2013년 6월에 발표되어 7월에 출시되었다. 이 장치의 운영 체제는 안드로이드 4.2(코드명 젤리빈)이다. 사양으로는 7인치 IPS LED 디스플레이, 1.2 GHz 쿼드 코어 ARM Cortex-A7 프로세서, 1 GB의 RAM, 8 GB (그 중 안드로이드 4.2.2가 3.5 GB를 차지함) 또는 16 GB의 스토리지, 5 MP 후방 카메라가 포함된다.
이 모델의 후속 제품은 에이수스 미모 패드 7 ME176이며 2014년 6월 2일 출시되었으며 새로운 64비트 인텔 아톰 Z3745 프로세서를 장착하고 있다.